# Junki Hata
Junki Hata (jap. 畑 潤基, Hata Junki; * 14. August 1994 in der Präfektur Aichi) ist ein japanischer Fußballspieler.

## Karriere
Junki Hata erlernte das Fußballspielen in der Jugendmannschaft vom Omori FC, den Schulmannschaften der Nagoya S.S. und der Tokai Gakuen High School sowie der Universitätsmannschaft der Tokai Gakuen University. Von September 2016 bis Dezember 2016 wurde er von der Tokai Gakuen University an V-Varen Nagasaki ausgeliehen. Nach der Ausleihe wurde er Anfang 2017 von V-Varen fest verpflichtet. Der Verein aus Nagasaki, einer Stadt in der Präfektur Nagasaki, spielte in der zweithöchsten Liga des Landes, der J2 League. Von August 2017 bis Januar 2019 wurde er an den Drittligisten Azul Claro Numazu nach Numazu ausgeliehen. Nach der Ausleihe kehrte er Anfang 2019 zu Nagasaki zurück. Die Saison 2021 wurde er an den Zweitligisten Tochigi SC ausgeliehen. Für Tochigi stand er 30-mal in der zweiten Liga auf dem Spielfeld. Nach Vertragsende bei V-Varen wechselte er im Januar 2022 ablösefrei für eine Saison zum Drittligisten FC Gifu. Für den Klub aus Gifu bestritt er 24 Drittligaspiele. Im Januar 2023 verpflichtete ihn der in der zweiten Liga spielende Blaublitz Akita.